# Viatcheslav Amirkhanian
Pour les articles homonymes, voir Amirkhanian.
Viatcheslav Amirkhanian (Viacheslav Amirhanian) est un réalisateur russe d'origine arménienne, né en 1953 à Grozny. Il a suivi les cours de A.S. Kachetov et d'Anatoli Aleksandrovich Vassiliev au VGIK de Moscou, dont il est sorti diplômé en 1990.
L'ensemble de son œuvre est empreinte de la trace du réalisateur Andreï Tarkovski. "White White Day" porte le titre d'un script de Tarkovski, et il a souvent travaillé avec les mêmes comédiens. Il a été très proche du grand poète Arseni Tarkovski, le père d'Andreï Tarkovski, auquel il a consacré un film documentaire de deux heures dont la réalisation, achevée en 2004, a demandé une dizaine d'années : Arseniy Tarkovskiy: Malyutka-zhizn (autre titre : Arseny Tarkovsky: Eternal Presence)
Proche de Sharunas Bartas, avec qui il a étudié à Moscou, il a joué dans son film Corridor. Sharunas Bartas a coproduit Arseniy Tarkovskiy: Malyutka-zhizn au sein de son studio Studija Kinema, à Vilnius (Lituanie)
- White White Day (1985, 9')
- Day and Hour (1988, 27')
- In the Middle of the World (1990, 55')
- Posredine mira (1990)
- Arseniy Tarkovskiy: Malyutka-zhizn (2004, 114') (autre titre : Arseny Tarkovsky: Eternal Presence)
- Orzham (2005)

## Prix et récompenses
- Rétrospective au Festival de Rotterdam[1]
- Rétrospective au cinéma Nova (Bruxelles)
- Premier prix du festival Mar de Plata (Argentine) pour "Arseny Tarkovsky: Eternal Presence"
- Mention Spéciale, FID Marseille 2004, pour "Arseny Tarkovsky: Eternal Presence"
- Prix Marseille Espérance, FID Marseille 2005 pour "Orzham"